# Adrien Parvilliers
Adrien Parvilliers (Amiens, 1619 – Hesdin, 1678) è stato un gesuita, arabista e missionario francese.

## Biografia
Nativo della diocesi di Amiens, entrò nella Compagnia di Gesù nel 1634 e fu inviato come missionario in Siria ed Egitto. Parvilliers rimase in oriente per dieci anni, durante i quali insegnò letteratura araba a Damasco. Parvilliers era molto apprezzato sia dall'élite intellettuale che dalla gente comune per la sua padronanza dell'arabo, per la sua capacità di leggere libri che persino gli imam delle moschee capivano solo parzialmente e per la sua conoscenza dell'astrologia e della matematica che lo rese celebre sia tra i turchi che tra i greci.
Tornato in Francia rimase per qualche tempo ospite di mons. Huet a Caen, ma fu in seguito destinato dai suoi superiori alla predicazione. Morì nel collegio di Hesdin nel 1678.
Studioso di fama, Parvilliers tenne un carteggio in arabo con l'orientalista Samuel Bochart e fu autore di un monumentale Interpres Orientis che raccoglieva il frutto dei suoi studi orientalistici, rimasto, tuttavia, manoscritto.
Divenne celebre la sua opera devozionale Les Stations de Jerusalem, Pour Servir D'Entretien Sur La Passion de N. S. Jesus-Christ, che ebbe numerose edizioni francesi e fu tradotta in inglese, tedesco, spagnolo, bretone, polacco e olandese.

## Opere
- La Dévotion des prédestinés, ou les stations de Jérusalem pour servir d'entretien sur la pasion de notre seigneur Jésus-Christ, crucifié[5], Toulouse, Hénault Augustin, 1810. Décoré de gravures de J. Raynaud.